# Sâncel, Harghita
Sâncel (în maghiară Szencsed) este un sat în comuna Lupeni din județul Harghita, Transilvania, România.

 Acest articol despre o localitate din județul Harghita este deocamdată un ciot. Puteți ajuta Wikipedia prin completarea lui.